# Tris

## Tampões
São soluções em equilíbrio iônico, em geral ácidos fracos (HA) em equilíbrio com a sua base conjugada (A-) ou uma base fraca e o seu ácido conjugado, de modo que, mesmo sendo adicionadas quantidades de ácido ou base, não há grandes variações de pH, mantendo-se numa faixa tamponante, ideal para experimentos bioquímicos.
Os tampões bioquímicos devem atender a algumas características, tendo como principal manter o valor do pH numa determinada faixa de ±1; esse intervalo é obtido da constante de dissociação do ácido do tampão (Ka) e é normalmente definido pelo valor de pKa (-log Ka). Além disso, deve apresentar boa solubilidade em água, não interferir nos processos biológicos ou membranas (solubilização, adsorção na superfície, etc.), não apresentar toxicidade e, caso forme complexos com íons metálicos, essa tendência já deve ser descrita.

### Tris
É uma abreviação de tris(hidroximetil)aminometano, (HOCH2)3CNH2. É muito usada em tampões TAE e TBE, para géis SDS-PAGE (eletroforese) e western blotting.
O tampão de tris é uma boa opção para sistemas biológicos, já que o seu ácido conjugado tem pKa = 8,1 a 25 °C, o que implica em um tampão com uma faixa efetiva de pH entre 7,1 e 9,1 (pKa ± 1); esse tampão pode ser preparado como Tris base e Tris-HCl. Em geral, inicia-se a preparação com base Tris (reagente em pó) que é dissolvida em água, e em seguida o valor de pH é ajustado com adição de HCl (ácido clorídrico).

### TRIS HCl
Concentração: 1 mol/L pH 7,6
Volume total: 1 litro
Tris base: 121,11 g
Ajustar para pH = 7,6 com HCl (aproximadamente 4,2 mL) e o auxílio de um pHmetro.
Ajustar volume final com 1 L água destilada e esterilizar com autoclave.

Concentração: 1 mol/L pH 8,0
Volume total: 1 litro
Tris base: 121,11 g
Ajustar para pH = 8,0 com HCl (aproximadamente 4 mL) e o auxílio de um pHmetro.
Ajustar volume final com 1 L água destilada e esterilizar com autoclave. Estéril.
Manter o tampão aliquotado e guardado sob refrigeração (4 ºC).
Para outros valores de pH, basta alterar o volume de HCl, colocando aos poucos até atingir o valor desejado.